# Permeabilitet (elektromagnetisme)
 For alternative betydninger, se Permeabilitet. (Se også artikler, som begynder med Permeabilitet)
Magnetisk permeabilitet ("gennemtrængelighed") betegner inden for elektromagnetisme et mål for et materiales evne til at danne et magnetfelt inde i materialet selv og beskriver sammenhængen mellem den magnetiske feltstyrke {\displaystyle \mathbf {H} } og den magnetiske flukstæthed {\displaystyle \mathbf {B} }. Permeabiliteten er et mål for den grad af magnetisering, som et materiale opnår, når det udsættes for et magnetfelt. I SI-enhedssystemet har permeabilitet enheden henry per meter ({\displaystyle {\text{H m}}^{-1}}), hvilket er det samme som newton per kvadratampere ({\displaystyle {\text{N A}}^{-2}}).
Magnetisk permeabilitet angives med det græske bogstav {\displaystyle \mu }. (my). Denne betegnelse blev indført i september 1885 af Oliver Heaviside. 

## Vakuumpermeabilitet
Specielt er vakuumpermeabiliteten ({\displaystyle \mu _{0}}) et mål for den modstand, som mødes mod udbredelsen af magnetiske felter, når der dannes et magnetfelt i klassisk vakuum. Det er en naturkonstant som sætter en øvre grænse for hvor hurtigt et magnetisk felt kan udbredes og er derfor med til at sætte en grænse for lysets hastighed.
Til og med den 19. maj 2019 var vakuumpermeabiliteten en definerende konstant i SI-systemet, idet den per definition havde værdien
{\displaystyle \mu _{0}=4\pi \cdot 10^{-7}\,{\text{H/m}}\approx 1,2566370614...\cdot 10^{-6}\,{\text{H/m}}}.
Denne værdi blev brugt til at definere enheden for strømstyrke, ampere.
Men den 20. maj 2019 trådte den nye definition af SI-systemets grundenheder i kraft. Herefter er ampere en defineret enhed, hviket medfører, at vakuumpermeabiliteten nu er en størrelse, hvis værdi skal bestemmes eksperimentelt. I det nye system er værdien
{\displaystyle \mu _{0}=4\cdot \pi \cdot 10^{-7}\cdot {\text{1.000 000 000 82(20) H/m}}}
eller med absolutte tal
{\displaystyle \mu _{0}={\text{(1.256 637 062 47}}\pm {\text{0.000 000 000 25)}}\cdot 10^{-6}{\text{ H/m}}}.
Den er proportional med den dimensionløse finstrukturkonstant uden andre afhængigheder.

## Uddybning
Den magnetiske feltstyrke {\displaystyle \mathbf {H} }, er et udtryk for, hvordan et magnetfelt med magnetisk flukstæthed {\displaystyle \mathbf {B} } påvirker organisationen af magnetiske dipoler i et givet medium, herunder dipol-migration og magnetisk dipol-reorientering. Relationen til permeabilitet er
{\displaystyle \mathbf {B} =\mu \cdot \mathbf {H} }
hvor permeabiliteten μ er en skalar, hvis mediet er isotropt og en tensor af anden orden for et anisotropt medium.
I almindelighed er permeabilitet ikke en konstant, men kan variere med positionen i mediet, frekvensen af det anvendte felt, fugtigheden, temperaturen og andre parametre. I et ikke-lineært medium kan permeabiliteten afhænge af det magnetiske felts styrke. Permeabilitet som funktion af frekvens kan have reelle eller komplekse værdier. I ferromagnetiske materialer udviser forholdet mellem {\displaystyle \mathbf {B} } og {\displaystyle \mathbf {H} } både ikke-linearitet og hysterese: {\displaystyle \mathbf {B} } er ikke en funktion af {\displaystyle \mathbf {H} } med en enkelt værdi, men afhænger også af materialets magnetiske historie. For sådanne materialer kan det være hensigtsmæssigt at betragte permeabilitetstilvæksten, der defineres som
{\displaystyle \Delta \mathbf {B} =\mu _{\Delta }\cdot \Delta \mathbf {H} }.
Denne definition er nyttig ved undersøgelse af ikke-lineære materialers opførsel gennem lokal linearisering, for eksempel med anvendelse af Newton-Raphson-iteration. Herved kan man følge den skiftende magnetiske mætning af et magnetisk kredsløb.
I SI-systemet har {\displaystyle \mathbf {H} }- og {\displaystyle \mathbf {B} }-feltet hhv. enhederne ampere pr. meter og tesla:
{\displaystyle [\mathbf {H} ]={\frac {\text{A}}{\text{m}}}}
{\displaystyle [\mathbf {B} ]={\text{T}}={\frac {\text{kg}}{{\text{s}}^{2}\cdot {\text{A}}}}}
Enheden for {\displaystyle \mu } bliver derfor
{\displaystyle [\mu ]={\frac {[\mathbf {B} ]}{[\mathbf {H} ]}}={\frac {\text{kg}}{{\text{s}}^{2}\cdot {\text{A}}}}\cdot {\frac {\text{m}}{\text{A}}}={\frac {{\text{kg}}\cdot {\text{m}}}{{\text{s}}^{2}\cdot {\text{A}}^{2}}}={\frac {{\text{kg}}\cdot {\text{m}}^{2}}{{\text{s}}^{2}\cdot {\text{A}}^{2}}}\cdot {\frac {1}{\text{m}}}={\frac {\text{H}}{\text{m}}}}
{\displaystyle \mathbf {B} } er relateret til Lorentz-kraften på en bevægende ladning {\displaystyle q}:
{\displaystyle \mathbf {F} =q\cdot (\mathbf {E} +\mathbf {v} \times \mathbf {B} )}.
Ladningen {\displaystyle q} er angivet i coulomb (C), hastigheden {\displaystyle \mathbf {v} } i m/s, så produktet får enheden newton ({\displaystyle {\text{N}}}):
{\displaystyle [q\cdot \mathbf {v} \times \mathbf {B} ]={\text{C}}\cdot {\frac {\text{m}}{\text{s}}}\cdot {\frac {\text{kg}}{{\text{s}}^{2}\cdot {\text{A}}}}={\frac {\text{C}}{{\text{s}}\cdot {\text{A}}}}\cdot {\frac {{\text{kg}}\cdot {\text{m}}}{{\text{s}}^{2}}}={\frac {\text{C}}{\text{C}}}\cdot {\text{N}}={\text{N}}}
{\displaystyle \mathbf {H} } er beslægtet med den magnetiske dipol-tæthed. En magnetisk dipol dannes af et lukket kredsløb af elektrisk strøm. Dipolmomentet har enheden ampere gange kvadratmeter (A·m2), og størrelsen er lig strømstyrken i kredsløbet gange kredsløbets areal. Størrelsen af {\displaystyle \mathbf {H} }-feltet i en afstand fra en dipol er proportional med dipolmomentet divideret med kubus på afstanden, og har derfor enheden ampere per meter.

## Relativ permeabilitet
Relativ permeabilitet {\displaystyle \mu _{\text{r}}} er forholdet mellem permeabiliteten af et specifikt stof, {\displaystyle \mu }, i forhold til vakuumpermeabiliteten, {\displaystyle \mu _{0}}:
{\displaystyle \mu _{\text{r}}={\frac {\mu }{\mu _{0}}}}
Som det fremgår, er {\displaystyle \mu _{\text{r}}} dimensionsløs.
En nært beslægtet egenskab hos stoffer er den magnetiske susceptibilitet, der også er en dimensionsløs proportionalitetsfaktor. Den angiver stoffets magnetiseringsgrad ved påvirkning af et ydre magnetfelt, symboliseres med det græske bogstav {\displaystyle \chi } (chi) og defineres ved
{\displaystyle \chi _{\text{m}}=\mu _{\text{r}}-1}
{\displaystyle \chi _{\text{m}}} kaldes ofte rumfangs-susceptibilitet for at skelne den fra {\displaystyle \chi _{\text{p}}} (magnetisk masse eller specifik susceptibilitet) og fra {\displaystyle \chi _{\text{M}}} (molar- eller molarmasse-susceptibilitet).

## Diamagnetisme
Diamagnetisme er en egenskab ved en genstand, som når den udsættes for et eksternt magnetfelt, får den til at danne et modsat rettet magnetfelt. Derved modvirkes magnetfeltets virkning, og der vil være en frastødelse. Det sker ved, at det eksterne magnetfelt påvirker genstandens atomer, så elektronernes omløbshastighed omkring atomkernen, ændres, hvilket igen ændrer det magnetiske dipol-moment i retningen modsat det eksterne felt. Diamagneter er materialer med en permeabilitet på mindre end {\displaystyle \mu _{0}} (en relativ permeabilitet mindre end 1).
Diamagnetisme er altså en form for magnetisme, som et stof kun udviser, hvis det udsættes for et ydre magnetfelt. I de fleste stoffer er effekten almindeligvis ganske svag, men hos superledere optræder en stærk virkning.

## Paramagnetisme
Paramagnetisme er en form for magnetisme, som kun optræder, hvor der er et ydre magnetfelt. Paramagnetiske materialer tiltrækkes af magnetiske felter og har altså en relativ permeabilitet større end 1 (eller, hvad der er ækvivalent hermed, positiv magnetisk susceptibilitet).
Det magnetiske moment, som fremkaldes af det påtrykte felt, er lineært afhængig af feltstyrken og er ret svagt. Det kræver typisk en følsom analysevægt at påvise effekten. Til forskel fra ferromagneter bevarer paramagneter ikke magnetiseringen, når det ydre magnetfelt ikke længere er til stede, fordi partiklernes varmebevægelse får deres spin til at blive tilfældigt orienteret, når feltet er væk. Den samlede magnetisering vil følgelig falde til nul. Selv når feltet er til stede, vil der kun optræde en begrænset induceret magnetisering, fordi kun en lille del af spinnene bliver ensrettte af feltet. Denne del er proportional med feltstyrken, hvilket er forklaringen på den lineære sammenhæng. Den tiltrækning, som optræder ved ferromagneter, er ikke-lineær og meget stærkere, så den er let at observere, f.eks. hos køleskabsmagneter.

## Værdier for nogle almindelige materialer
Nedenstående tabel er kun vejledende, fordi permeabiliteten af ferromagnetiske materialer varierer kraftigt med feltstyrken. For eksempel har stål med 4 % silicium fra starten af en relativ permeabilitet på 2000 (ved eller tæt på 0 tesla) og en maximal værdi på 35000. Faktisk tenderer den relative permeabilitet for ethvert stof mod 1 (magnetisk mætning) ved tilstrækkeligt høje feltstyrker.
| Materiale            | Susceptibilitet {\displaystyle \chi _{m}} | Permeabilitet {\displaystyle \mu } [H/m] | Relativ permeabilitet {\displaystyle \mu /\mu _{0}} | I et magnetisk felt på | Ved en frekvens på |
| -------------------- | ----------------------------------------- | ---------------------------------------- | --------------------------------------------------- | ---------------------- | ------------------ |
| Mu-metal             |                                           | 2.5×10−2                                 | 20.000                                              | 0,002 T                |                    |
| Mu-metal             |                                           |                                          | 50.000                                              |                        |                    |
| Permalloy            |                                           | 1.0×10−2                                 | 8.000                                               | 0,002 T                |                    |
| Lamineringsstål      |                                           | 5.0×10−3                                 | 4.000                                               | 0,002 T                |                    |
| Ferrit (nikkel-zink) |                                           | 2.0×10−5 – 8.0×10−4                      | 16–640                                              |                        | 100 kHz ~ 1 MHz    |
| Ferrit (mangan-zink) |                                           | >8.0×10−4                                | >640                                                |                        | 100 kHz ~ 1 MHz    |
| Stål                 |                                           | 8.75×10−4                                | 100                                                 | 0,002 T                |                    |
| Nikkel               |                                           | 1.25×10−4                                | 100 – 600                                           | 0,002 T                |                    |
| Platin               |                                           | 1.2569701×10−6                           | 1.000265                                            |                        |                    |
| Aluminium            | 2.22×10−5                                 | 1.2566650×10−6                           | 1.000022                                            |                        |                    |
| Luft                 |                                           |                                          | 1.00000037                                          |                        |                    |
| Vakuum               | 0                                         | 1.2566371×10−6 (μ0)                      | 1                                                   |                        |                    |
| Brint                | −2.2×10−9                                 | 1.2566371×10−6                           | 1.0000000                                           |                        |                    |
| Safir                | −2.1×10−7                                 | 1.2566368×10−6                           | 0.99999976                                          |                        |                    |
| Kobber               | −6.4×10−6 or −9.2×10−6                    | 1.2566290×10−6                           | 0.999994                                            |                        |                    |
| Vand                 | −8.0×10−6                                 | 1.2566270×10−6                           | 0.999992                                            |                        |                    |
| Bismuth              | −1.66×10−4                                |                                          | 0.999834                                            |                        |                    |
| Superledere          | −1                                        | 0                                        | 0                                                   |                        |                    |

Et materiale med god magnetkerne må have høj permeabilitet. Ferromagnetiske materialer som bl.a. jern, nikkel og cobolt har stor magnetisk permeabilitet. Deres egenskaber er væsentlige i transformatorer, elektromotorer og elektriske generatorer.
For at kunne få et materiale til at svæve i et magnetisk felt, kræves en permeabilitet under 1.
Permeabiliteten varierer med magnetfeltet. Værdierne vist ovenfor er tilnærmede og gælder kun for de anførte magnetfelter. Desuden er de angivet ved en frekvens på nul, selv om permeabiliteten i almindelighed er en funktion af frekvensen. Når frekvensen tages i betragtning, kan permeabiliteten være et komplekst tal, modsvarende virkningen i eller uden for fase.

## Kompleks permeabilitet
Når der arbejdes med højfrekvente magnetiske påvirkninger, er den komplekse permeabilitet et nyttigt mål. Mens den magnetiske feltstyrke og den magnetiske fluxtæthed ved lave frekvenser i et lineært materiale er proportionale med hinanden ved en skalar permeabilitet, vil disse felter ved høje frekvenser reagere med hinanden med en tidsforskydning. Lad feltet variere med frekvensen {\displaystyle \nu }. Felterne beskrives nu bekvemt ved at multiplicere med et komplekst fortegn {\displaystyle \exp(\omega \cdot t\cdot \mathrm {i} )}, hvor {\displaystyle \omega } er feltets vinkelfrekvens ({\displaystyle \omega =2\cdot \pi \cdot \nu }) og {\displaystyle \mathrm {i} } er den imaginære enhed. Sammenhængen kan så skrives ved hjælp af komplekse størrelser, kaldet fasorer:
{\displaystyle H=H_{0}\cdot \exp {(\omega \cdot t\cdot \mathrm {i} )}\qquad B=B_{0}\cdot \exp {((\omega \cdot t-\delta )\cdot \mathrm {i} )}}
hvor {\displaystyle \delta } er faseforsinkelsen af {\displaystyle B} i forhold til {\displaystyle H}. Da permeabiliteten {\displaystyle \mu } er forholdet mellem den magnetiske flukstæthed og den magnetiske feltstyrke, fås
{\displaystyle \mu ={\frac {B}{H}}={\frac {B_{0}\cdot \exp {((\omega \cdot t-\delta )\cdot \mathrm {i} )}}{H_{0}\cdot \exp {(\omega \cdot t\cdot \mathrm {i} )}}}={\frac {B_{0}}{H_{0}}}\cdot \exp {(-\delta \cdot \mathrm {i} )}}.
Permeabiliteten bliver dermed et komplekst tal.
Ved hjælp af Eulers formel kan den komplekse permeabilitet omskrives fra polær til rektangulær form:
{\displaystyle \mu ={\frac {B_{0}}{H_{0}}}\cdot \cos(\delta )-{\frac {B_{0}}{H_{0}}}\sin(\delta )\cdot \mathrm {i} =\mu ^{\prime }-\mu ^{\prime \prime }\cdot \mathrm {i} }.
Forholdet mellem den imaginære og den reelle del af den komplekse permeabilitet kan beskrives ved hjælp af tabsvinklen {\displaystyle \delta } givet ved
{\displaystyle \tan \delta ={\frac {\mu ^{\prime \prime }}{\mu ^{\prime }}}},
som angiver et mål for, hvor meget effekt der mistes i et materiale i forhold til, hvor meget der er oplagret.